# Warren Wood
Warren Kenneth Wood (* 27. April 1887 in Chicago, Illinois; † 27. Oktober 1926 in Pelham Manor, New York) war ein US-amerikanischer Golfer.

## Biografie
Warren Wood kam 1887 als Sohn von John Wood und Maud M. Wood (geborene Heath) zur Welt. Er spielte Golf im Homewood Country Club.
Bei den Olympischen Spielen 1904 in St. Louis wurde er mit der Western Golf Association im Mannschaftswettkampf Olympiasieger. Im Einzel hingegen schied er in der ersten Runde gegen Harry Allen aus.
1906 gewann er das North and South Amateur und 1913 das Western Amateur. 1910 wurde er beim U.S. Amateur Zweiter.
Während des Ersten Weltkriegs war er im französischen Brest als Soldat stationiert. Nach Kriegsende erhielt er den Befehl wieder in die Vereinigten Staaten zurückzukehren. An Bord der RMS Celtic machte er sich am  24. Januar 1919 auf den Weg nach New York City, wo er am 3. Februar  ankam.